# Giovanni dalle Bande Nere (film 1910)
Giovanni dalle Bande Nere è un cortometraggio del 1910 diretto da Mario Caserini.

## Breve trama
Il film ripercorre la vita di Giovanni, della grande famiglia Medici esistita all'epoca del Rinascimento, la cui particolarità era di circondarsi di soldati vestiti di nero con cui compiva scorrerie di notte.

## Produzione
È stato scritto che agli arbori dell'invenzione dei Fratelli Lumière la nuova forma espressiva «aveva orientato i suoi primi passi (sin verso il 1910 ed oltre) sulla via del feuilletton cinematografico, (...)». L'Italia «non aveva conosciuto una fioritura di romanzi d'appendice» corrispondenti a nomi quali Dumas, Sue, Montépin. Il Risorgimento non produsse in Italia una narrativa «cospicua e diffusa». Per trovare un ambiente storico e dei personaggi coi quali il vasto pubblico simpatizzasse senza riserve occorreva "saltare" l'età moderna e rimontare al Rinascimento: in effetti i Giovanni dalle Bande Nere, Beatrice Cenci, Lucrezia Borgia , Masaniello affollarono in quegli anni gli schermi italiani.

## Distribuzione
Il film è uscito con vari titoli: in Francia con Jean de Médicis, in Germania con Giovanni de Medici, in Gran Bretagna con Giovanni Medici, in USA con Giovanni of Medici e in Spagna con La banda negra.
In Italia tra «il 1907 e il 1909 la produzione - pur stretta tra la morsa della crisi nazionale e internazionale - compie un deciso scarto stilistico e narrativo». Vengono prodotti dei capolavori riconosciuti in Francia da studiosi quali Victor Jasset, che sono esportati e tra questi troviamo Giovanni dalle Bande Nere.